# Leandro Ribeiro de Siqueira Maciel
Leandro Ribeiro de Siqueira Maciel, mais conhecido como Leandro Maciel (Rosário do Catete, 4 de julho de 1825 — Japaratuba, 13 de maio de 1909), foi um proprietário rural, advogado e político brasileiro.
Filho do coronel Antônio Luís de Araújo Maciel, senhor do Engenho Paty, e de Rosa Benta do Espírito Santo, era bacharel em Direito pela Faculdade de Direito de Olinda. Era neto materno do coronel Leandro Ribeiro de Siqueira e Melo, senhor dos engenhos Taperaguá, Itaperoá e Santo Antônio. Era sobrinho do senador Antônio Dinis de Siqueira e Melo.
Foi senador pelo Estado de Sergipe de 1894 a 1903, além de deputado federal de 1890 a 1894.
Seu filho, Leandro Maynard Maciel, também político, foi governador de Sergipe.